# Orthophastigia
Orthophastigia is een geslacht van rechtvleugeligen uit de familie Proscopiidae. De wetenschappelijke naam van dit geslacht is voor het eerst geldig gepubliceerd in 1982 door Tapia.

## Soorten
Het geslacht Orthophastigia  is monotypisch en omvat slechts de volgende soort:
- Orthophastigia bimaculata (Tapia, 1982)